# Al Bu Said-dynastin
Al Bu Said-dynastin, kunglig dynasti, som sultanerna i Oman och på Zanzibar tillhörde.
- Lista över Omans sultaner
- Lista över Zanzibars sultaner